# 塔温陶勒盖煤矿

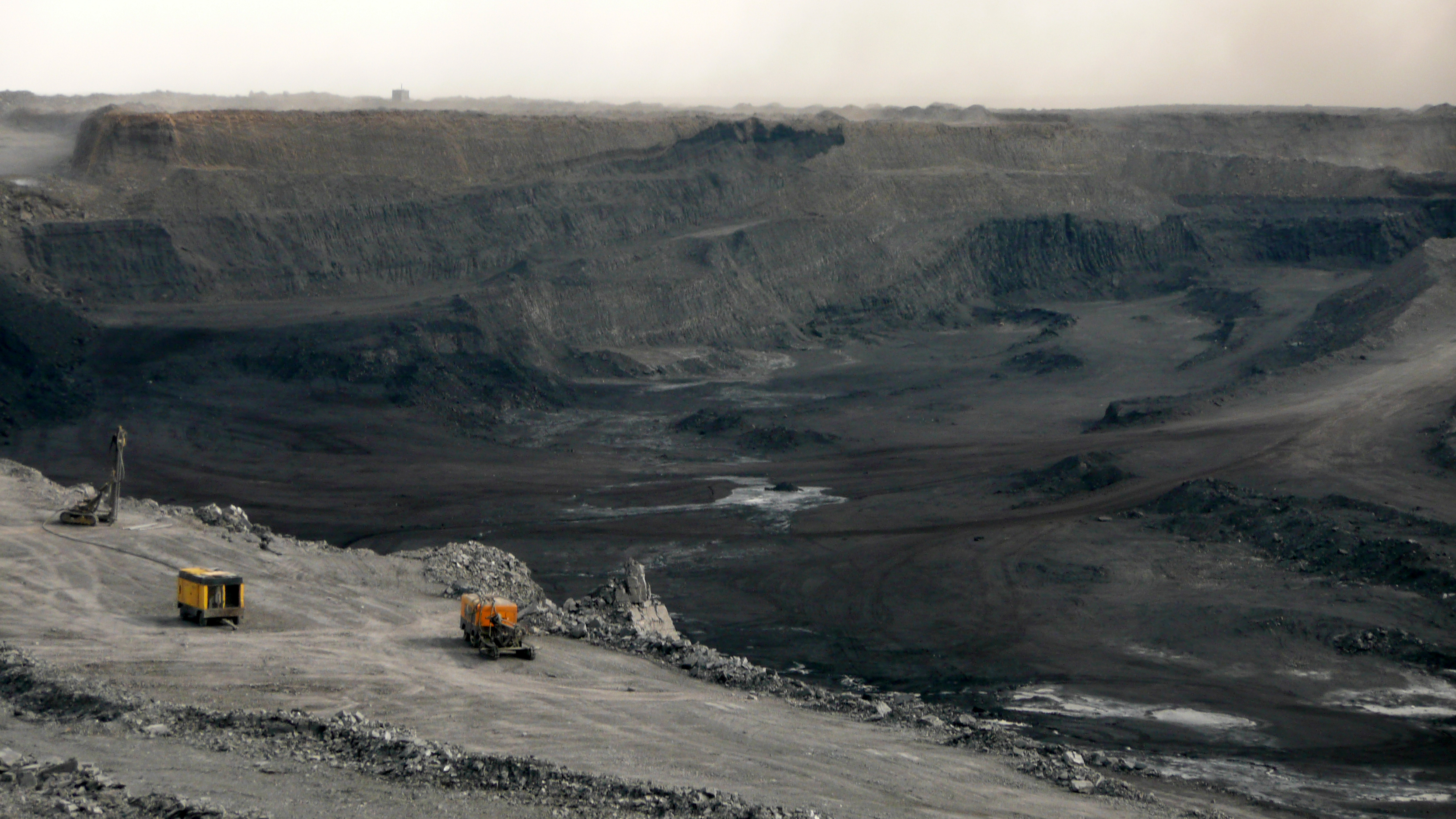

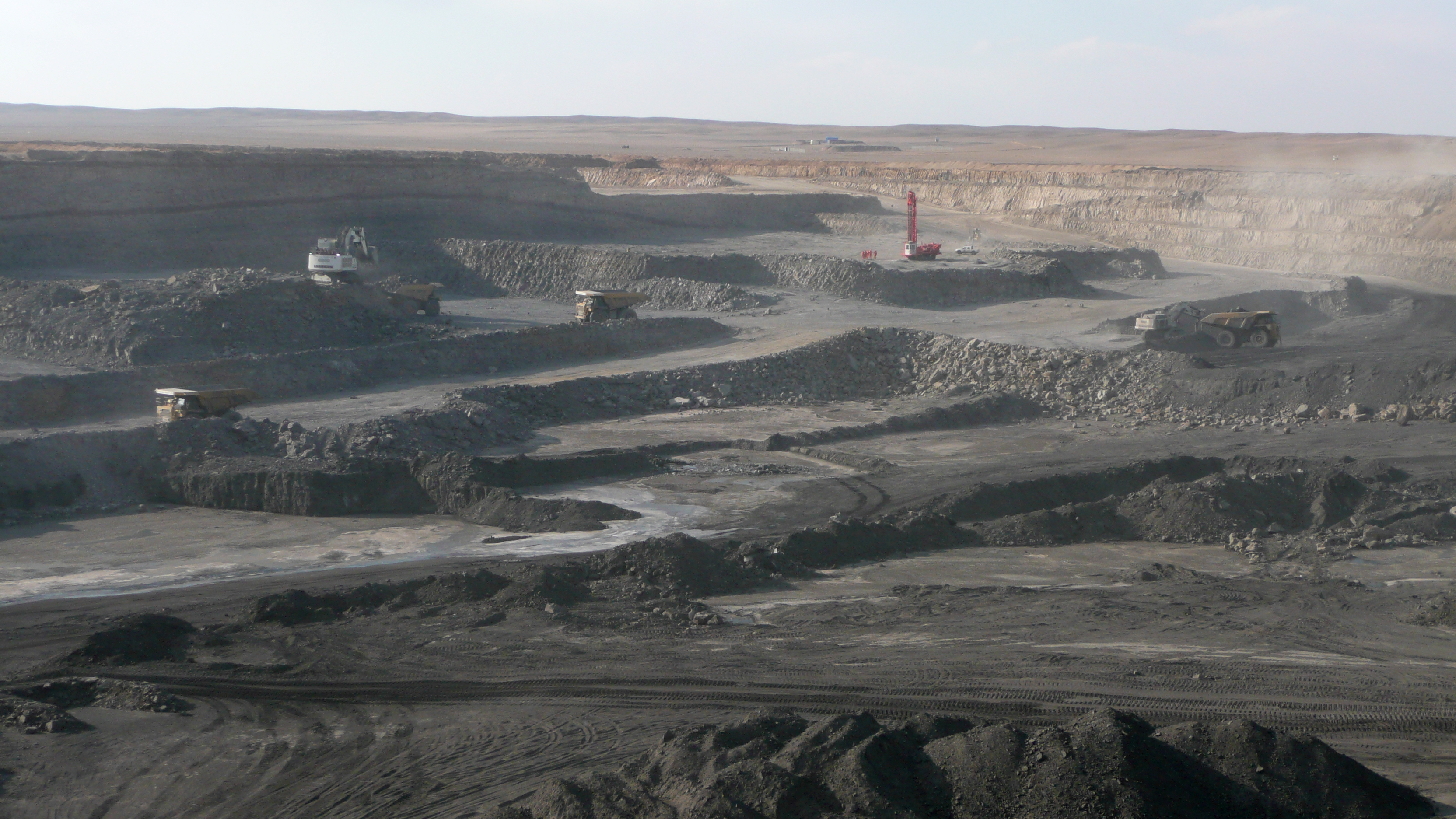

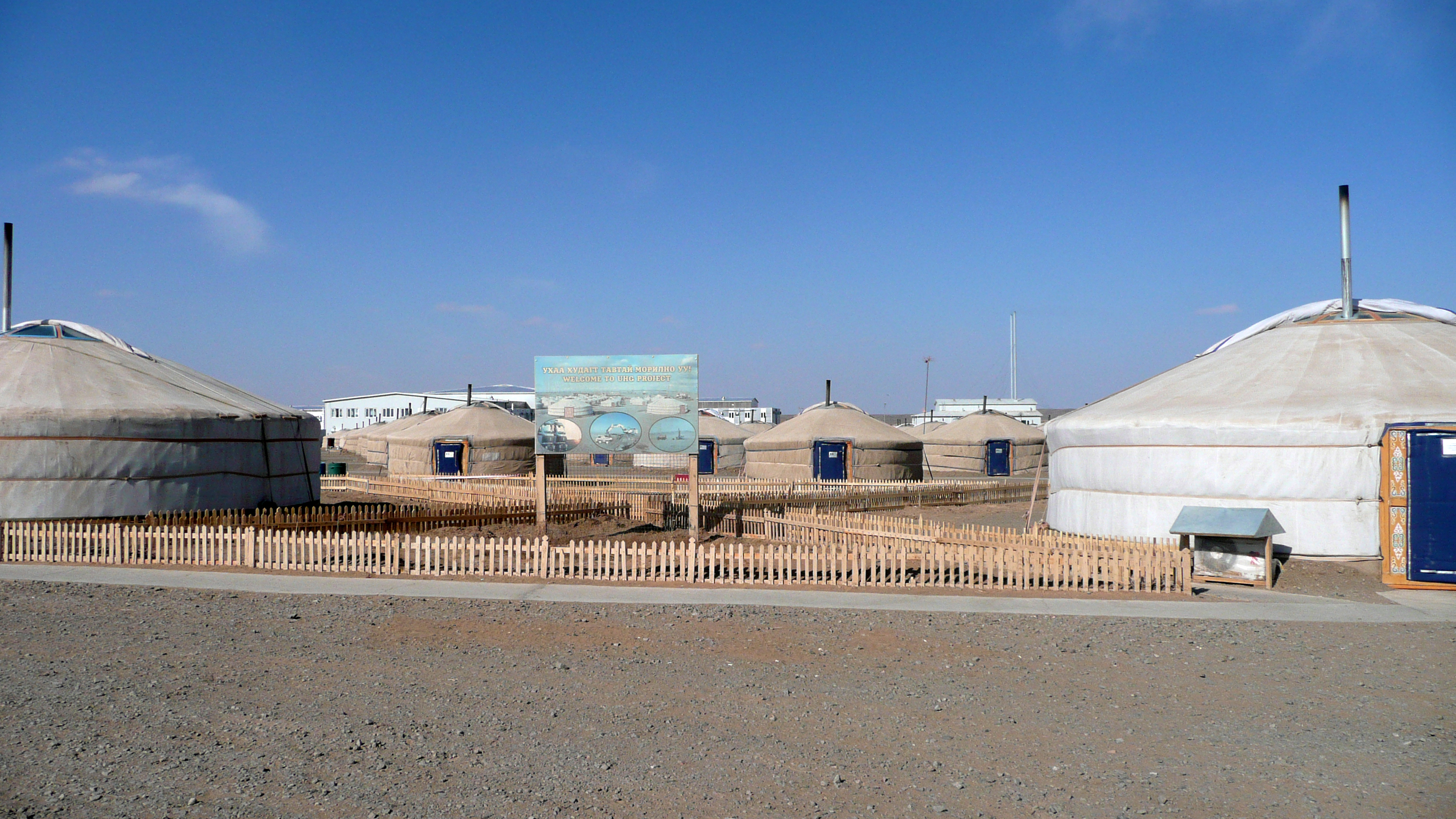

43°37′30″N 105°28′27″E / 43.62500°N 105.47417°E
塔温陶勒盖煤矿一译塔班陶勒盖，是蒙古国南部南戈壁省朝格特车齐县境内的一处煤矿，储量预计为82亿吨，约有40%是高焦油煤，价值超过3000亿美元。为世界上最大的未开采煤田。
该煤矿股票的50%为蒙古国有企业额尔德斯－塔温陶勒盖公司持有，10%出售给蒙古私营企业，30%出售给外国企业，还有10%归全体蒙古国公民所有。
2022年9月9日塔旺陶勒盖煤矿（TT矿）至嘎舒苏海图口岸（Gashuunsukhait）重载单线宽轨铁路开通，全长233.6公里。轴重25吨。最小曲线半径1500m。坡度重车6‰，空车11‰。中间站2座即塔温陶勒盖和嘎顺苏海图站。会让站6座：Хайрхан, Хангай, Уртгол, Оюут, Шинэ-Ус, Хулант。最大速度100KM/H。12对万吨列车，年运量3000-5000万吨。尚未与中国的甘其毛都口岸的西甘铁路接通。
蒙古国在建416.1公里的塔旺陶勒盖至宗巴音铁路、226公里的宗巴音至杭吉（khangi）铁路，将与中国的满都拉口岸的包满铁路接轨。
2022年12月8日該公司前执行董事巴特图勒嘎·甘胡雅格（Battulgyn Gankhuyag）因涉嫌腐敗事件遭警方逮捕